# Who Want the Smoke?
Who Want the Smoke? è un singolo del rapper statunitense Lil Yachty, pubblicato il 6 luglio 2018 estratto del suo terzo album in studio, Nuthin' 2 Prove. Il singolo ha visto la collaborazione dei rapper statunitensi Cardi B e Offset.

## Tracce
Testi e musiche di Miles McCollum, Belcalis Almanzar, Kiari Cephus, Brytavious Chambers, James Lee Baker.
1. Who Want the Smoke? – 3:18

## Formazione
Musicisti
- Lil Yachty – voce
- Cardi B – voce aggiuntiva
- Offset – voce aggiuntiva

Produzione
- Tay Keith – produzione
- Colin Leonard – mastering
- Thomas "Tillie" Mann – missaggio

## Classifiche
| Classifica (2018) | Posizione massima |
| ----------------- | ----------------- |
| Stati Uniti       | 109               |